# Сепиашвили, Илья Давидович
Илья Давидович Сепиашвили (1904 — 17 октября 1971) — старшина артиллерийской батареи 279-го гвардейского легкого артиллерийского полка (23-я гвардейская легкая артиллерийская бригада, 5-я артиллерийская дивизия прорыва, 33-я армия, 1-й Белорусский фронт) гвардий сержант, участник Великой Отечественной войны, кавалер ордена Славы трёх степеней.

## Биография
Родился в 1904 в селе Лайлаши ныне Цагерского муниципалитета Грузии в семье крестьянина. Еврей (во фронтовых документах – грузин).
Окончил 7 классов. С 1929 года жил в городе Кутаиси (Грузия). Работал начальником смены на шелковом комбинате.
В июне 1941 года был призван в Красную армию Кутаисским райвоенкоматом. С июля 1941 года участвовал в боях с фашистскими захватчиками. Воевал на Брянском, Центральном, Белорусском фронтах.
К лету 1944 года воевал наводчиком орудия 279-го гвардейского легкого артиллерийского полка 23-й гвардейской легкой артиллерийской бригады. В его составе прошёл до конца войны.
В боях на плацдарме на левом берегу реки Висла заслужил первые боевые. 2-4 августа 1944 года при отражении 6 контратак противника подавил огонь миномётной батареи и трёх ручных пулемётов. Награждён медалью «За отвагу».
23 августа 1944 года в бою под населённым пунктом Рощеп (северо-восточнее города Воломин, Польша) гвардии сержант Сепиашвили отражая контратаку противника, прямой наводкой истребил свыше отделения гитлеровцев. Был ранен и, оставшись у орудия один, продолжал вести огонь, разбил противотанковую пушку противника и уничтожил до двух отделений пехоты.
Приказом по частям 5-й артиллерийской дивизии прорыва от 13 сентября 1944 года (№30/н) гвардий сержант Сепиашвили Илья Давидович награждён орденом Славы 3-й степени.
К началу Висло-Одерской операции гвардии сержант Сепиашвили исполняя обязанности старшина батареи.
31 января 1945 года при отражении контратаки противника под населённым пунктом Браузендорф (Германия) гвардии сержант Сепиашвили огнём из личного оружия сразил 8 гитлеровцев, а 6 захватил в плен.
Приказом по войскам 1-го Белорусского фронта от 8 марта 1945 года (№493/н) гвардий сержант Сепиашвили Илья Давидович награждён орденом Славы 2-й степени.
На завершающем этапе войны в составе своего полка участвовал в Берлинской наступательной операции, в штурме гитлеровской столицы.
26-27 апреля 1945 года в уличных боях в городе Берлине гвардии сержант Сепиашвили подносил снаряды к орудиям, стрелявшим прямой наводкой, обеспечивая под огнём врага выполнение поставленных задач. Когда кончились снаряды, вёл огонь из пулемёта. В этом бою получил три ранения, в том числе - тяжёлое.
День Победы встретил в госпитале в городе Лодзь. В июне 1945 года был демобилизован по инвалидности. Вернулся на родину.
Указом Президиума Верховного Совета СССР от 15 мая 1946 года гвардий сержант Сепиашвили Илья Давидович награждён орденом Славы 1-й степени. Стал полным кавалером ордена Славы. Награда была вручена только в 1968 году.
Жил в г. Кутаиси. Работал мастером на том же шелкокомбинате, с которого ушёл на фронт. Скончался 17 октября 1971 года. Похоронен в Кутаиси, Грузия.

## Награды
- Полный кавалер ордена Славы:
  - орден Славы I степени[5];
  - орден Славы II степени (08.03.1945)[6];
  - орден Славы III степени (13.09.1944)[4];
- медали, в том числе:
  - «За отвагу» (20.08.1944)[3]
  - «За боевые заслуги» ( 06.11.1945)[7]
  - «В ознаменование 100-летия со дня рождения Владимира Ильича Ленина» (6 апреля 1970)
  - «За победу над Германией» (9 мая 1945)[8]
  - «За взятие Берлина» (9.5.1945)
  - «20 лет Победы в Великой Отечественной войне 1941—1945 гг.» (7 мая 1965[9])
  - 40 лет Победы в Великой Отечественной войне 1941—1945 гг.[10]
  - «30 лет Советской Армии и Флота»[11]
  - «40 лет Вооружённых Сил СССР»[12]
  - «50 лет Вооружённых Сил СССР» (26 декабря 1967[13])
- Знак «25 лет победы в Великой Отечественной войне» (1970)

## Память
- На могиле установлен надгробный памятник
- Его имя увековечено в Главном Храме Вооружённых сил России, и навсегда запечатлено на мемориале «Дорога памяти»